# Estación de autobuses de Gijón
La estación de autobuses de Gijón es una estación ubicada en el barrio de Laviada, de la ciudad asturiana de Gijón (España). Fue inaugurada el 30 de diciembre de 1941 y pertenece a la empresa ALSA. Continua operando a la espera de la construcción de la Nueva Estación Intermodal.

## Historia
El edificio, cerca de la plaza del Humedal, es uno de los ejemplos más destacados del movimiento moderno en Asturias, construido entre 1939 y 1941 como estación para la empresa regional ALSA y diseñado por Manuel del Busto Delgado y su hijo Juan Manuel del Busto González. El edificio es de estilo racionalista, aunque con legado art decó, recibiendo la influencia de la Estación de Servicio de Porto Pi de Fernández-Shaw. Estuvo en servicio de forma permanente hasta el 12 de julio de 2002, cuando se derrumbó parte del techo de los andenes, ocasionando once heridos. El servicio de transporte se trasladó provisionalmente hasta que unos meses después, tras rehabilitar parcialmente los andenes, volvió a la Estación de Alsa.

## Descripción
La reforma de la estación de 2002 provocó la destrucción del edificio y andenes, conservando únicamente la fachada histórica. Se construyeron unas nuevas dársenas y se habilitaron nuevas estancias en el edificio. Su carácter provisional hace que no cuente con apenas servicios. Se encuentran en el edificio una pequeña sala de espera, la oficina de venta de billetes (situada durante varios años en los bajos de un edificio de viviendas junto a la estación), y una tienda. Los baños se encuentran en un edificio residencial junto a los andenes.

## Servicios
ALSA es la única empresa que opera en la estación, siendo punto de inicio de las rutas a otras localidades de Asturias, aeropuerto, y ciudades de la cornisa cantábrica, Castilla y León y Madrid. Otras empresas de transporte tienen su salida en diferentes puntos cercanos a la estación.
En numerosas ocasiones se ha denunciado el estado de la estación, cuya finalización de servicio se retrasa a la espera de completar el plan de vías, que dará lugar a la Nueva Estación Intermodal, en Moreda.